# Lidia Lwow-Eberle
Lidia Lwow po mężu Eberle, ps. „Ewa”, „Lala” (ur. 14 listopada 1920 w Plosie, zm. 5 stycznia 2021 w Warszawie) – polska archeolog pochodzenia rosyjskiego, żołnierz Armii Krajowej, sanitariuszka, działaczka kombatancka.

## Życiorys
Była córką rosyjskiego inżyniera rolnika (agronoma), który wkrótce po narodzinach córki wyemigrował z rodziną do Polski i osiadł w Nowogródku. Ukończyła gimnazjum w Święcianach i rozpoczęła studia prawnicze na Uniwersytecie Stefana Batorego w Wilnie. Po agresji ZSRR na Polskę (1939) odbyła kilkumiesięczny kurs nauczycielski i została nauczycielką w wiejskiej szkole w Pleciaszach nad jeziorem Narocz, później w pobliskiej wsi Kupa.

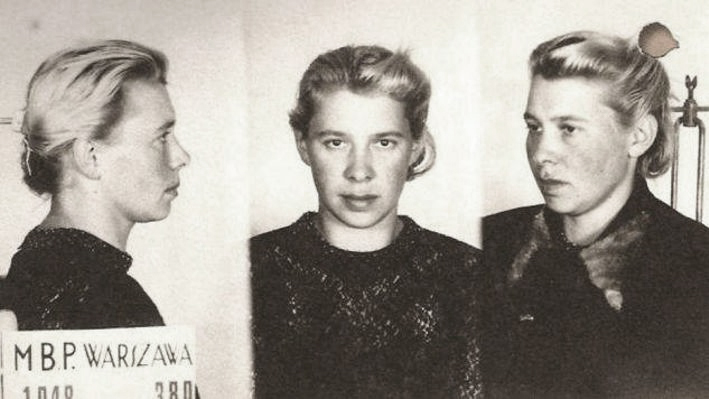
Lidia Lwow po aresztowaniu przez Ministerstwo Bezpieczeństwa Publicznego, 1948

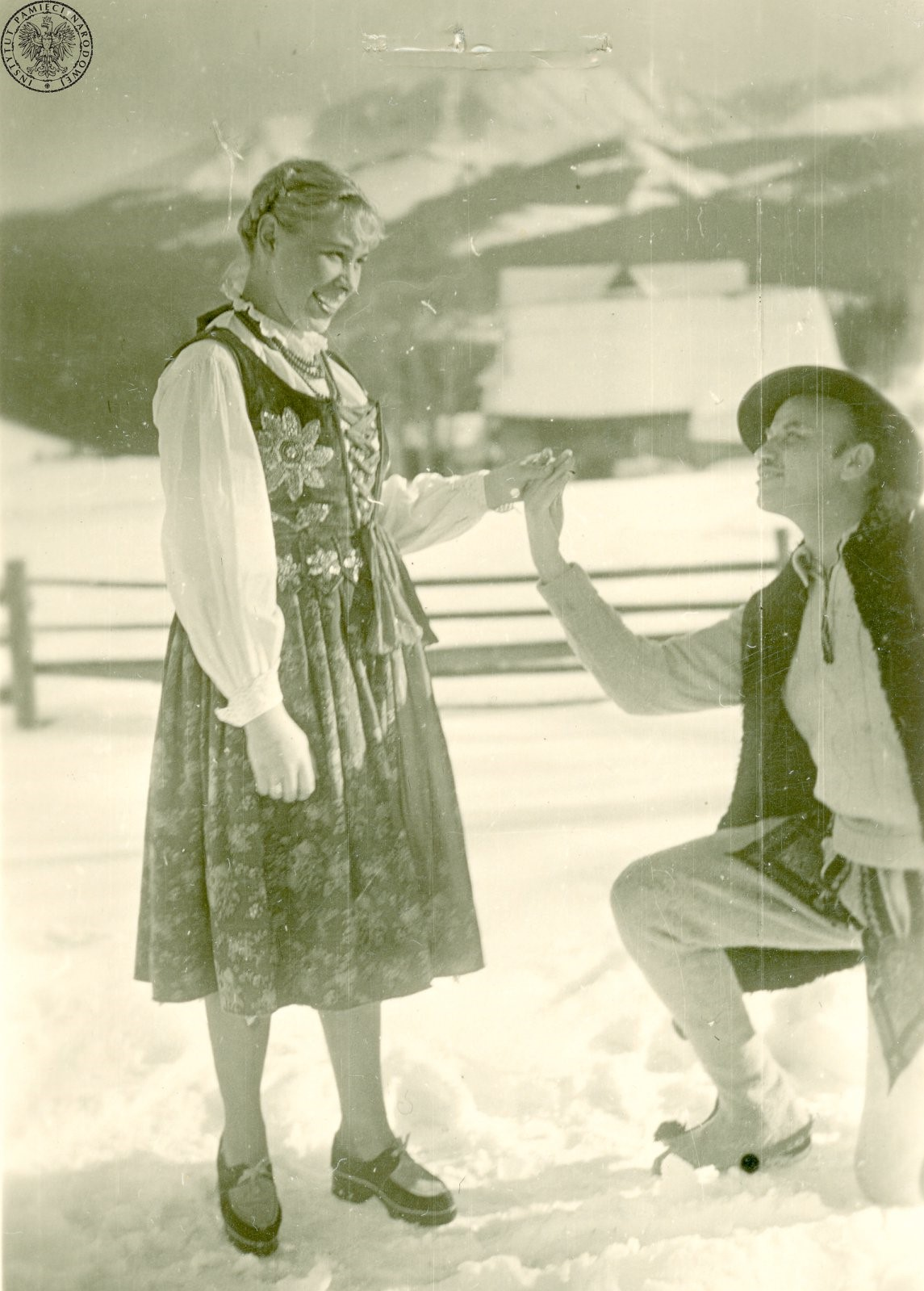
Lidia Lwow i Zygmunt Szendzielarz („Łupaszko”), 1948

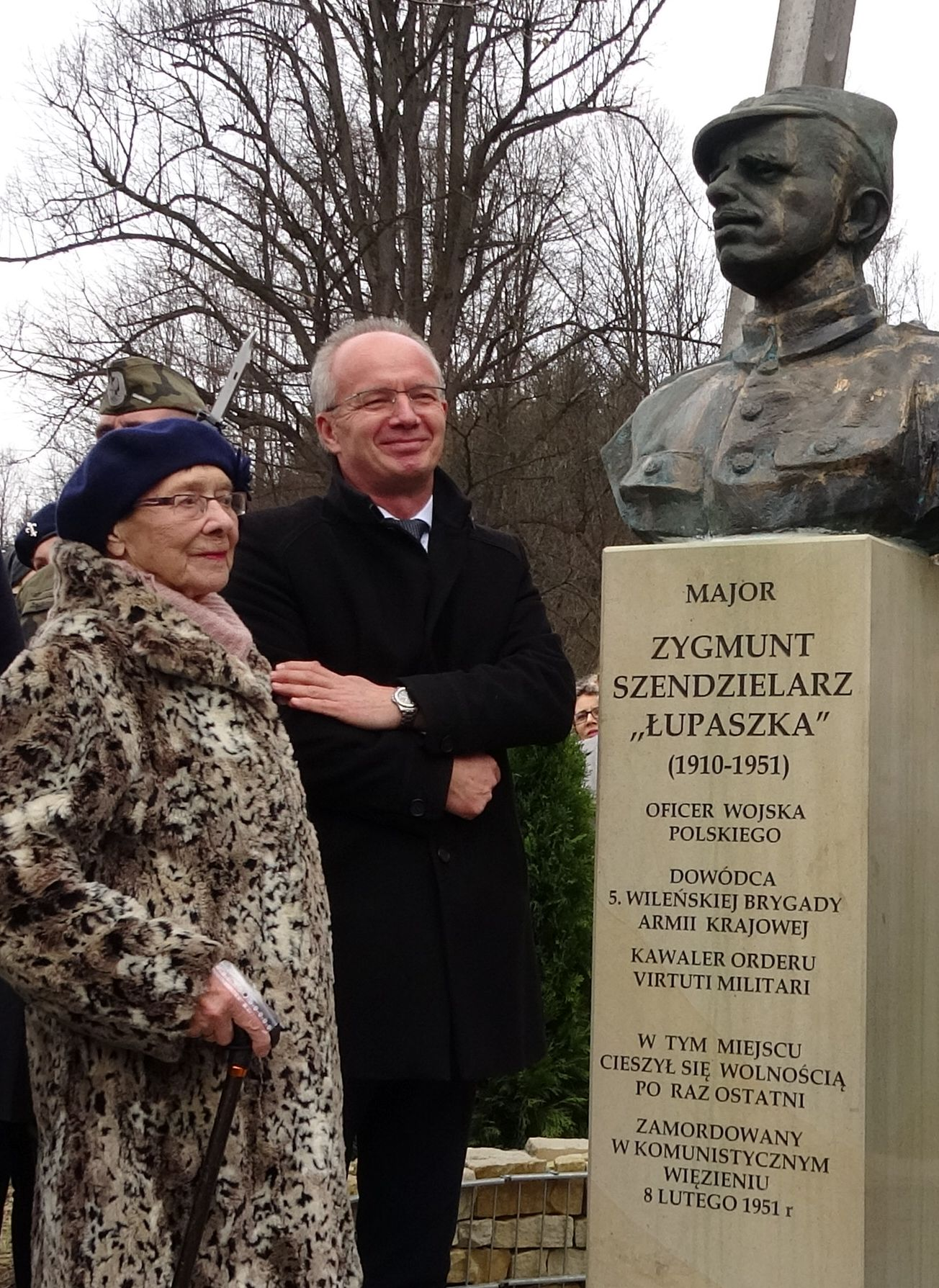
Lidia Lwow-Eberle i Krzysztof Szwagrzyk przy pomniku „Łupaszki” w Osielcu, 2019

Latem 1943 wstąpiła do oddziału partyzanckiego AK podporucznika Antoniego Burzyńskiego „Kmicica”. Oddział ten został 26 sierpnia 1943 podstępnie rozbrojony i częściowo wymordowany przez sowiecką brygadę partyzancką dowodzoną przez płka Fiodora Markowa. Po tym wydarzeniu „Ewa” przeszła do 5 Brygady Wileńskiej AK mjr Zygmunta Szendzielarza „Łupaszki” i została tam sanitariuszką. Brała udział w wielu walkach brygady, m.in. z Niemcami pod Worzianami 31 stycznia 1944, gdzie została ranna, i ze zgrupowaniem sowieckiej partyzantki pod Radziuszami 3 dni później. W sierpniu 1944 przeszła wraz z brygadą na Białostocczyznę. Mianowana została podporucznikiem.
Po śmierci żony mjra „Łupaszki” Anny podczas próby ujęcia agentów alianckich w Wagenschwend, małej niemieckiej miejscowości w Badenii w lutym 1945, Lidia Lwow została jego towarzyszką życia. 30 czerwca 1948 aresztowana wraz z „Łupaszką”, 2 listopada 1950 skazana przez sędziego mjra Mieczysława Widaja na karę dożywotniego więzienia. Wyszła na wolność w 1956 i podjęła studia archeologiczne (Zygmunt Szendzielarz został stracony przez komunistów w 1951). W III RP podjęła działalność w środowiskach kombatanckich byłych żołnierzy AK.
W 1961 wyszła za historyka Jana Eberle, a w 1962 ukończyła studia archeologiczne w Instytucie Archeologii Uniwersytetu Warszawskiego. Pracowała w Muzeum Warszawy. Była kustoszem w Komisji Archeologicznej Obywatelskiego Komitetu Odbudowy Zamku Królewskiego i uczestniczyła w odbudowie zamku. Stworzyła w 1973 unikatowe Muzeum Cechu Rzemiosł Skórzanych i nim kierowała.
Była wieloletnią mieszkanką warszawskich Bielan, aktywnie zaangażowaną społecznie. Zmarła w wieku 100 lat. Została pochowana na Cmentarzu Powązki Wojskowe w Warszawie, w Panteonie Żołnierzy Polski Walczącej (kwatera D18-kol. lewe B-11-5).

## Odznaczenia
- Krzyż Oficerski Orderu Odrodzenia Polski (2020)[8]
- Krzyż Kawalerski Orderu Odrodzenia Polski (2006)
- Krzyż Walecznych
- Brązowy Krzyż Zasługi z Mieczami (1945)